# Фреснедосо, Роберто
Роберто Луис Фреснедосо Прието (исп. Roberto Luis Fresnedoso Prieto; 15 января 1973, Толедо, Кастилия — Ла-Манча, Испания) — испанский футболист, игравший на позиции полузащитника, ныне главный тренер клуба Терсеры Атлетико Мадрид B.

## Карьера

### Клубная
Роберто начал карьеру в Жироне. С 1991 по 1993 выступал за Оспиталет, после чего был приглашен в Эспаньол. В составе Эспаньола Роберто стал победителем Сегунды в сезоне 1993/1994. В 1995 году перешёл в Атлетико Мадрид, в составе которого выиграл чемпионат и кубок Испании. 25 сентября 1996 года Роберто дебютировал в Лиге Чемпионов, выйдя на поле на 81-й минуте матча Видзев — Атлетико Мадрид. 30 октября 1996 года Роберто забил дебютный гол в розыгрыше Лиге Чемпионов в ворота команды Боруссия (Дортмунд). После ухода из Атлетико выступал за команды Саламанка, Реал Мурсия, Райо Вальекано и Культураль Леонеса.

### Международная
Роберто выступал за молодёжную сборную и участвовал в Олимпиаде 1996 года, где испанцы дошли до четвертьфинала.

### Тренерская
C 2010 года работает тренером в академии Атлетико Мадрид. В сезоне 2013/14 тренировал команду Атлетико Мадрид (до 19 лет), которая дошла до 1/8 финала Юношеской лиги УЕФА. 

В июле 2014 года стал главным тренером Атлетико Мадрид С.

## Достижения
Атлетико Мадрид
- Чемпион Испании: 1995/96
- Обладатель Кубка Испании: 1995/96
- Финалист Суперкубка Испании: 1996
- Победитель Сегунды Испании: 2001/2002

 Эспаньол
- Победитель Сегунды Испании: 1993/1994